# Lista di fiere del fumetto
Questa è una lista di fiere del fumetto di rilevanza internazionale, suddivise per continente:

## Africa
- Algiers International Comics Festival – fiera annuale che si svolge ad Algeri dal 2008
- EGYcon – fiera annuale che si svolge al Cairo dal 2013
- Cairo Comix Con – fiera annuale che si svolge al Cairo dal 2015
- Comic Con Africa – fiera annuale che si svolge a Johannesburg dal 2015
- South Afrifur – fiera annuale che si svolge a Johannesburg dal 2017

## Americhe
- DeepSouthCon – fiera annuale che si svolge a New Orleans dal 1963
- AggieCon – fiera annuale che si svolge a College Station dal 1969
- San Diego Comic-Con International – fiera annuale che si svolge a San Diego dal 1970
- Fan Expo Chicago – fiera annuale che si svolge a Rosemont dal 1972
- Chattacon – fiera annuale che si svolge a Chattanooga dal 1976
- CoastCon – fiera annuale che si svolge a Biloxi dal 1977
- MidSouthCon – fiera annuale che si svolge a Huntsville dal 1980
- Ohio Comic Con – fiera annuale che si svolge a Mansfield e Columbus dal 1980 al 2019
- Heroes Convention – fiera annuale che si svolge a Charlotte dal 1982
- Dragon Con – fiera annuale che si svolge a Atlanta, Georgia dal 1987
- WonderCon – fiera annuale che si svolge a Anaheim dal 1987
- Motor City Comic Con – fiera annuale che si svolge a Novi dal 1989
- Anime Expo – fiera annuale che si svolge a Los Angeles dal 1992
- Convención de Juegos de Mesa y Comics – fiera annuale che si svolge a Monterrey dal 1992
- MegaCon – fiera annuale che si svolge a Orlando dal 1993
- Alternative Press Expo – fiera annuale che si svolge a San Jose dal 1994
- Otakon – fiera annuale che si svolge a Washington dal 1994
- Pittsburgh Comicon – fiera annuale che si svolge a Monroeville dal 1994 al 2019
- Small Press Expo – fiera annuale che si svolge a Bethesda dal 1994
- Fan Expo Canada – fiera annuale che si svolge a Toronto dal 1995
- Big Apple Comic Con – fiera annuale che si svolge a New York dal 1996
- Fantabaires – fiera annuale che si svolge a Buenos Aires dal 1996
- MOBICON – fiera annuale che si svolge a Mobile dal 1998
- Sakura-Con – fiera annuale che si svolge a Seattle dal 1998
- Festival Internacional de Quadrinhos – fiera annuale che si svolge a Belo Horizonte dal 1999
- Baltimore Comic-Con – fiera annuale che si svolge a Baltimora dal 2000
- Small Press and Alternative Comics Expo – fiera annuale che si svolge a Columbus dal 2000
- ConGlomeration – fiera annuale che si svolge a Louisville dal 2001
- Toronto Comicon – fiera annuale che si svolge a Toronto dal 2001
- Dallas Comic Con – fiera annuale che si svolge a Dallas dal 2002
- East Coast Black Age of Comics Convention – fiera annuale che si svolge a Filadelfia dal 2002
- MoCCA Festival – fiera annuale che si svolge a New York dal 2002
- Phoenix Comicon – fiera annuale che si svolge a Phoenix dal 2002
- Emerald City ComiCon – fiera annuale che si svolge a Seattle dal 2003
- Yuricon – fiera annuale che si svolge a Newark dal 2003
- ApolloCon – fiera annuale che si svolge a Houston dal 2004
- All-Con – fiera annuale che si svolge a Dallas dal 2005
- MomoCon – fiera annuale che si svolge a Atlanta dal 2005
- RealmsCon – fiera annuale che si svolge a Corpus Christi dal 2005
- STAPLE! – fiera annuale che si svolge a Austin dal 2005
- Florida Supercon – fiera annuale che si svolge a Fort Lauderdale dal 2006
- GalaxyCon – fiera annuale che si svolge a Fort Lauderdale dal 2006
- Montreal ComicCon – fiera annuale che si svolge a Montréal dal 2006
- New York Comic Con – fiera annuale che si svolge a New York dal 2006
- Continuará... – fiera annuale che si svolge a Montevideo dal 2007
- Fan Expo Boston – fiera annuale che si svolge a Boston dal 2007
- Comicpalooza – fiera annuale che si svolge a Houston dal 2008
- JordanCon – fiera annuale che si svolge a Atlanta dal 2009
- Chicago Comic & Entertainment Expo – fiera annuale che si svolge a Chicago dal 2010
- Intervention – fiera annuale che si svolge a Rockville dal 2010 al 2016
- Memphis Comic and Fantasy Convention – fiera annuale che si svolge a Memphis dal 2010
- Pensacola Comic Convention – fiera annuale che si svolge a Pensacola dal 2010
- East Coast Comicon – fiera annuale che si svolge a Secaucus dal 2011
- L.A. Comic Con – fiera annuale che si svolge a Los Angeles dal 2011
- MystiCon – fiera annuale che si svolge a Roanoke dal 2011
- Las Vegas CinemaCon – fiera annuale che si svolge a Las Vegas dal 2011
- North Texas Comic Book Show – fiera annuale che si svolge a Dallas dal 2011
- Fan Expo Denver – fiera annuale che si svolge a Denver dal 2012
- Rhode Island Comic Con – fiera annuale che si svolge a Providence dal 2012
- Rose City Comic Con – fiera annuale che si svolge a Portland dal 2012
- Alamo City Comic Con – fiera annuale che si svolge a San Antonio dal 2013
- FanX Salt Lake – fiera annuale che si svolge a Salt Lake City dal 2013
- Comic Con Experience – fiera annuale che si svolge a San Paolo del Brasile dal 2014
- Indy PopCon – fiera annuale che si svolge a Indianapolis dal 2014
- Pensacon – fiera annuale che si svolge a Pensacola dal 2014
- SiliCon with Adam Savage – fiera annuale che si svolge a San Jose dal 2016
- Blerdcon – fiera annuale che si svolge a Contea di Arlington dal 2017
- PerifaCon – fiera annuale che si svolge a San Paolo del Brasile dal 2019

## Asia
- Comiket – fiera annuale che si svolge a Tokyo dal 1975
- Niigata Comic Market – fiera annuale che si svolge a Niigata dal 1983
- Wonder Festival – fiera annuale che si svolge a Chiba dal 1984
- Jump Festa – fiera annuale che si svolge a Tokyo dal 1999
- Tokyo International Anime Fair – fiera annuale che si svolge a Tokyo Big Sight dal 2002 al 2013
- World Cosplay Summit – fiera annuale che si svolge a Nagoya dal 2003
- Dubai World Game Expo – fiera annuale che si svolge a Dubai dal 2007
- Comic Con India – fiera annuale che si svolge a Nuova Delhi, Mumbai, Pune, Hyderābād, Bangalore e Ahmedabad dal 2011
- AsiaPOP Comic Convention – fiera annuale che si svolge a Regione Capitale Nazionale dal 2015
- Indonesia Comic Con – fiera annuale che si svolge a Giacarta dal 2015
- WES Feminist Comic Con – fiera annuale che si svolge a Lahore dal 2016
- Saudi Comic Con – fiera annuale che si svolge a Gedda dal 2017
- Asia Comics Expo – fiera annuale che si svolge a Singapore dal 2023
- Popcon Me – fiera annuale che si svolge a Dubai dal 2023

## Europa
- Salone Internazionale dei Comics – fiera annuale che si svolge a Bordighera nel 1965, poi a Lucca dal 1966 fino al 1992 e poi a Roma dal 1995 al 2005
- Lucca Comics & Games – fiera annuale che si svolge a Lucca dal 1965
- Mostra internazionale dei cartoonists – fiera annuale che si svolge a Rapallo dal 1972
- Festival international de la bande dessinée d'Angoulême – fiera annuale che si svolge a Angoulême dal 1974
- Treviso Comics – fiera annuale che si svolge a Treviso dal 1976 al 2003
- Helsinki Comics Festival – fiera annuale che si svolge a Helsinki dal 1979
- Barcelona International Comics Convention – fiera annuale che si svolge a Barcellona dal 1981
- Cartoon Club Festival Internazionale del cinema d’animazione, del fumetto e dei games – manifestazione annuale che si svolge a Rimini dal 1985
- IstroCON – fiera annuale che si svolge a Bratislava dal 1988
- Amadora BD – fiera annuale che si svolge a Amadora dal 1989 al 2019
- International Festival of Comics and Games – fiera annuale che si svolge a Łódź dal 1991
- FedCon – fiera annuale che si svolge a Bonn/Düsseldorf dal 1992
- Cartoomics – fiera annuale che si svolge a Rho dal 1992
- F.A.C.T.S. – fiera annuale che si svolge a Gand dal 1993
- Torino Comics – fiera annuale che si svolge a Torino dal 1994
- Zagreb Comic Con – fiera annuale che si svolge a Zagabria dal 1997
- Mephit Mini Con – fiera annuale che si svolge a Freusburg, Kirchen (Sieg), dal 1998
- Napoli Comicon – fiera annuale che si svolge a Napoli dal 1998
- Cosenza Comics and Games – fiera annuale che si svolge a Cosenza e Rende (CS) dal 2015
- AnimagiC – fiera annuale che si svolge a Bonn dal 1999
- Animecon – fiera annuale che si svolge a Finlandia dal 1999
- Japan Expo – fiera annuale che si svolge a Villepinte dal 1999
- Multigenre Fan Convention Pyrkon – fiera annuale che si svolge a Poznań dal 1999
- Starcon – fiera annuale che si svolge a San Pietroburgo dal 1999
- J-Popcon – fiera annuale che si svolge a Copenaghen dal 2000
- AniNite – fiera annuale che si svolge a Vösendorf dal 2001
- Romics – fiera annuale che si svolge a Roma dal 2001
- UppCon – fiera annuale che si svolge a Uppsala dal 2001 al 2012
- Connichi – fiera annuale che si svolge a Kassel dal 2002
- NärCon – fiera annuale che si svolge a Linköping dal 2002
- Abunai! – fiera annuale che si svolge a Veldhoven dal 2003
- International Comics Festival "Salon stripa" – fiera annuale che si svolge a Belgrado dal 2003
- AmeCon – fiera annuale che si svolge a Università di Leicester dal 2004
- Animefest – fiera annuale che si svolge a Brno dal 2004
- Comics Salón – fiera annuale che si svolge a Bratislava dal 2004
- Copenhagen Comics – fiera annuale che si svolge a Copenaghen dal 2004
- London Film and Comic Con – fiera annuale che si svolge a Londra dal 2004
- Fullcomics & Games – fiera annuale che si svolge a Pavia dal 2005
- Komikazen – fiera annuale che si svolge a Ravenna dal 2005 al 2016
- Aniventure Comic Con – fiera annuale che si svolge a Sofia dal 2006
- Comicfestival Hamburg – fiera annuale che si svolge a Amburgo dal 2006
- Mantova Comics & Games – fiera annuale che si svolge a Mantova dal 2006 al 2019
- Bilbolbul Festival internazionale di fumetto – fiera annuale che si svolge a Bologna dal 2007 al 2021
- Comic Con Paris – fiera annuale che si svolge a Île-de-France dal 2007
- Oslo Comics Expo – fiera annuale che si svolge a Oslo dal 2007
- MondoCon – fiera annuale che si svolge a Budapest dal 2008
- D-Con – fiera annuale che si svolge a Dundee dal 2009
- Desucon – fiera annuale che si svolge a Lahti dal 2009
- Malta Comic Con – fiera annuale che si svolge a Ta' Qali dal 2009
- Banzaicon – fiera annuale che si svolge a Larvik dal 2010
- Giocomix – manifestazione annuale che si svolge a Cagliari dal 2010
- Heroes Dutch Comic Con – fiera annuale che si svolge a Utrecht dal 2010
- Iberanime – fiera annuale che si svolge a Matosinhos dal 2010
- BGeek – manifestazione annuale che si svolge a Bari dal 2011
- Etna Comics – fiera annuale che si svolge a Catania dal 2011
- London Super Comic Convention – fiera annuale che si svolge a Londra dal 2012 al 2017
- East European Comic Con – fiera annuale che si svolge a Bucarest dal 2013
- Iceland Noir – fiera annuale che si svolge a Reykjavík dal 2013
- AniMatsuri – fiera annuale che si svolge a Tartu dal 2014
- Cyprus Comic Con – fiera annuale che si svolge a Nicosia dal 2014
- Edinburgh Comic Con – fiera annuale che si svolge a Edimburgo dal 2014
- AthensCon – fiera annuale che si svolge a Atene dal 2015
- Fantasy Basel – fiera annuale che si svolge a Basilea dal 2015
- German Comic Con – fiera annuale che si svolge a Monaco di Baviera, Berlino e Francoforte dal 2015
- Palermo Comic Convention – fiera annuale che si svolge a Palermo dal 2015
- Betty B – fiera annuale che si svolge a Savignano sul Panaro, Vignola, Valsamoggia, Guiglia dal 2017
- Vienna Comic Con – fiera annuale che si svolge a Vienna dal 2015
- Furway – fiera annuale che si svolge a Tangen, in Norvegia, dal 2016
- Chaniartoon – fiera annuale che si svolge a La Canea dal 2017
- Warsaw Comic Con – fiera annuale che si svolge a Varsavia dal 2017
- San Beach Comix – fiera annuale che si svolge a San Benedetto del Tronto dal 2017
- Comic Con Baltics – fiera annuale che si svolge a Vilnius dal 2017
- Amantea Comics – fiera annuale che si svolge a Amantea dal 2018
- Comic Con Liverpool – fiera annuale che si svolge a Liverpool dal 2018
- Comic Con Ukraine – fiera annuale che si svolge a Kiev dal 2018
- Furdance Budapest – fiera annuale che si svolge a Budapest dal 2018
- Milton Keynes Film and Comic Con – fiera annuale che si svolge a Milton Keynes dal 2019
- PonyCon Holland – fiera annuale che si svolge a Zeist dal 2021
- ACME Comic Con – fiera annuale che si svolge a Glasgow dal 2022
- Comic Con Northern Ireland – fiera annuale che si svolge a Lisburn, Belfast dal 2022
- Comic Con Wales – fiera annuale che si svolge a Newport dal 2022
- Bergamo Comicon – fiera annuale che si svolge a Bergamo dal 2023
- Brencomics – fiera annuale che si svolge a Brendola dal 2023
- Collect-a-Con – fiera annuale che si svolge a Nijkerk dal 2023
- HanaCon – fiera annuale che si svolge a Hannover dal 2024
- Elba Comics + Players – fiera annuale che si svolge a Porto Azzurro dal 2025
- MonzaCon – fiera annuale che si svolge a Monza dal 2025

## Oceania
- Armageddon Expo – fiera annuale che si svolge in Australia e Nuova Zelanda dal 1995
- Supanova Expo – fiera annuale che si svolge a Sydney, Brisbane, Melbourne, Perth, Adelaide e il Gold Coast dal 2002
- Oz Comic Con – fiera annuale che si svolge in Australia dal 2012